# دانلد و پلوتو
دانلد و پلوتو (به انگلیسی: Donald and Pluto) یک فیلم کوتاه انیمیشن محصول سال ۱۹۳۶ در استودیو انیمیشن والت دیزنی تهیه شده و توسط یونایتد آرتیستز توزیع شده‌است. در این فیلم شخصیت کارتونی دانلد داک، به عنوان لوله‌کش و سگ خانگی میکی ماوس، پلوتو به عنوان دستیار وی حضور دارد. این فیلم توسط بن شارپستین کارگردانی شده و صداپیشه نقش دانلد کلارنس نش است.